# 崞阳天主教堂
崞阳天主教堂位于山西省忻州市原平市，2010年4月15日被列入原平市文物保护单位。
民国十三年（1924年），意大利神父高毓谦主持建造了崞阳天主教堂。教堂坐东向西，东西方向长51米，南北方向宽53米，占地面积大约为2,703平方米。教堂为砖木结构。教堂原有一座钟塔，文化大革命中钟塔被拆毁，近年钟塔得到重建，外墙也被重新粉刷，教堂外观被永久改变。教堂带有哥特式建筑风格，也融入了中国传统建筑的一些特点。
除一栋教堂外，崞阳天主教堂还现存四栋配房和一通石碑（高毓谦的纪念碑）。2007年1月，崞阳天主教堂获颁宗教活动场所登记证，重新成为天主教的活动场所。